# نموذج العوالم الثلاثة
استُخدمت مصطلحات العالم الأول والعالم الثاني والعالم الثالث في الأصل بهدف تقسيم العالم إلى ثلاث فئات. أدت الإطاحة الكاملة بالوضع الذي كان قائمًا قبل الحرب العالمية الثانية إلى ظهور قوتين عظميين (الولايات المتحدة والاتحاد السوفييتي) تتصارعان على التفوق العالمي النهائي، وأطلق على ذلك الصراع اسم الحرب الباردة. نجم عن ذلك الصراع إنشاء معسكرين أُطلق عليهما الكتلتين. أرست الكتلتان أساسيات مفهوم العالم الأول والعالم الثاني. تكون العالم الثالث من الدول التي لم تنضم لأي من الكتلتين.

## التاريخ

### الحرب الباردة
أنشأت الولايات المتحدة الأمريكية حلف شمال الأطلسي، وأنشأ الاتحاد السوفيتي حلف وارسو في بداية فترة الحرب الباردة. أطلق على كلا الحزبين الكتلة الغربية والكتلة الشرقية. كانت ظروف هاتين الكتلتين مختلفة تمامًا لدرجة أنهما كانتا بمثابة عالمين مختلفين حقًا، ومع ذلك لم يجر تسميتهما الكتلة الأولى والكتلة الثانية. بدأت الحرب من خلال خطاب «الستار الحديدي» الشهير الذي ألقاه ونستون تشرشل. صرح تشرشل في هذا الخطاب أن تقسيم الغرب والشرق منيع للغاية لدرجة أنه يمكن تسميته باسم الستار الحديدي.
صاغ عالم السكان الفرنسي ألفريد ساوفي مصطلح العالم الثالث في عام 1952 ليشير إلى الطبقات الثلاثة في المجتمع قبل الثورة الفرنسية. ضمت الطبقة الأولى والثانية النبلاء ورجال الدين، بينما شملت الطبقة الثالثة باقي أفراد المجتمع. قارن عالم الرأسمالية (العالم الأول) بالنبلاء، والعالم الشيوعي (العالم الثاني) برجال الدين. تميزت دول العالم الأول بالرخاء الاقتصادي والتطور التكنولوجي والاستقرار السياسي، بينما تميزت دول العالم الثاني بسيطرة الدولة على الاقتصاد والهياكل السياسية المركزية. أطلق ساوفي مصطلح العالم الثالث على جميع الدول التي لم تنتمي لأي من القسمين في الحرب الباردة تمامًا كما شملت الطبقة الثالثة باقي الشعب، ويُقصد بذلك جميع الدول غير المنحازة وغير المشاركة في «صراع الشرق والغرب». تُصف دول العالم الثالث عادةً بأنها دول نامية ذات ظروف اقتصادية واجتماعية وسياسية متنوعة. عُرفت المجموعتان الأولتان باسم «العالم الأول» و«العالم الثاني» بعد صياغة مصطلح دول العالم الثالث مباشرةً. نشأ هكذا نظام العوالم الثلاثة.
نقد رغم ذلك رئيس شوسواب جورج مانويل نموذج العوالم الثلاثة، إذ اعتبر أنه عفا عليه الزمن. وصف في كتابه العالم الرابع: الواقع الهندي الصادر عام 1974 نشأة العالم الرابع، ويعد أول من صاغ هذا المصطلح. يشير مصطلح العالم الرابع إلى «الأمم» كالكيانات الثقافية والمجموعات العرقية من السكان الأصليين الذين لا يشكلون دولًا بالمعنى التقليدي. يعيشون بدلًا من ذلك داخل حدود الدولة أو على أطرافها (اطلع على الأمم الاولى). يعد الأمريكيون الأصليون في أمريكا الشمالية وأمريكا الوسطى ومنطقة البحر الكاريبي أحد الأمثلة على ذلك.

### بعد الحرب الباردة
انتهت الكتلة الشرقية مع تفكك الاتحاد السوفيتي في عام 1991، وبذلك انتهت كل إمكانية لتطبيق نموذج العوالم الثلاثة.